# Heißum
Heißum ist ein Ortsteil der Gemeinde Liebenburg im Landkreis Goslar in Niedersachsen. Mit 301 Einwohnern handelt es sich um den drittkleinsten Ortsteil der Gemeinde.

## Geographie
Folgende Orte umgeben Heißum:
- Posthof im Nordwesten
- Othfresen im Norden
- Heimerode im Nordosten
- Groß Döhren im Osten
- Dörnten im Süden
- Kunigunde und Bredelem im Südwesten
- Ostharingen im Westen

Etwa eineinhalb Kilometer westlich von Heißum fließt die Innerste.

## Geschichte
1131 wurde Heißum erstmals urkundlich durch Bischof Bernhard von Hildesheim erwähnt. Zu dieser Zeit gehörte der Ort größtenteils zum Kloster St. Georg in Goslar. Das Kloster Ringelheim und das Domstift Goslar verfügten jedoch ebenfalls über Besitz im Dorf. Spätestens seit 1254 verfügte das Kloster St. Georg durch Erweiterung seiner Besitztümer über die Vormachtstellung im Dorf. In der darauffolgenden Zeit lag Heißum im Grenzgebiet zwischen dem Hochstift Hildesheim und dem Herzogtum Braunschweig.
Bereits 1307 erhielt Heißum das Recht, eine Kapelle und etwas später eine Kirche im Ort zu errichten. Im Jahr 1643 begann ein großer Streit um die Konfessionsangehörigkeit des Ortes, der faktisch seit 1542 protestantisch war. Die Kirche gehörte jedoch seitdem weiterhin zum Kloster St. Georg, das zu der Zeit bereits in Grauhof ansässig war. Der Streit eskalierte weiter, sodass im Jahr 1702 die umstrittene Kirche durch das Kloster St. Georg abgerissen und durch eine neue wiederum katholische Kirche ersetzt wurde. Erst 1711 kam es zu einer Einigung, die vorsah, dass neben der bestehenden Kirche eine weitere protestantische im Dorf errichtet wurde. Diese entstand bis 1723 und ist noch heute erhalten, während die katholische Kirche 1833 abgerissen wurde.
Verkehrstechnisch wurde Heißum 1875 durch den Bau einer Eisenbahnstrecke von Goslar nach Hildesheim erschlossen. Ein Bahnhof hat jedoch nie existiert.
Am 1. Juli 1972 wurde Heißum nach Liebenburg eingemeindet.

### Kirche
Die evangelische Kirche wurde während ihres Bestehens seit 1723 in den Jahren 1902 und 1955 renoviert. Sie besteht aus Eichenfachwerk und besitzt neben einer sehr alten Glocke auch eine Wetterfahne. Weiterhin ist sie mit zwei sehenswerten Altarleuchtern ausgestattet.

### Mausebrunnen

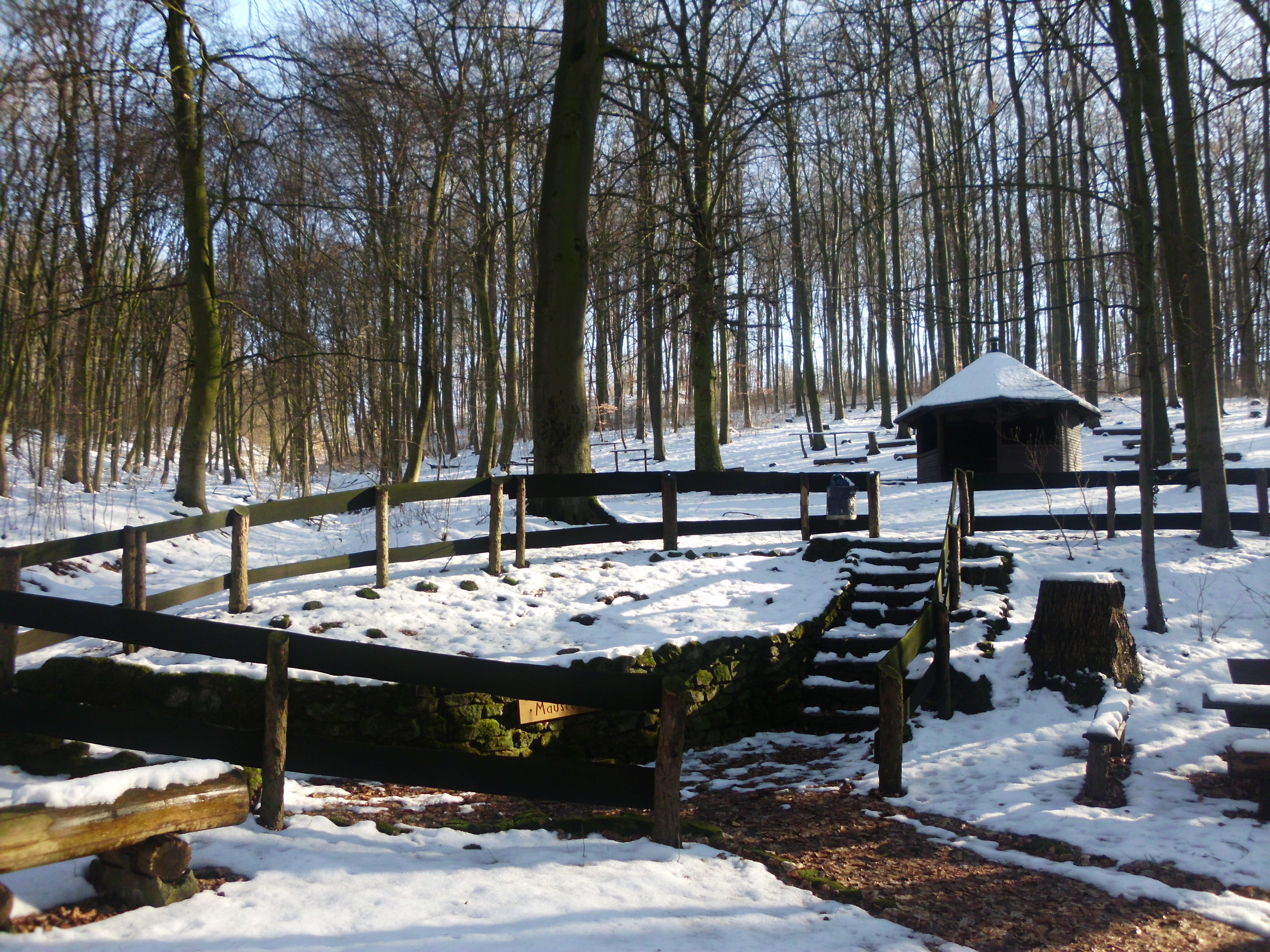
Mausebrunnen im Winter

Beim Mausebrunnen handelt es sich um die Quelle eines Baches, der einige hundert Meter östlich des Dorfes am Westhang des Salzgitter-Höhenzugs entspringt und Heißum in früherer Zeit mit Trinkwasser versorgte.
Jedes Jahr an Pfingsten findet dort das Mausebrunnenfest statt.

### Fortunateich

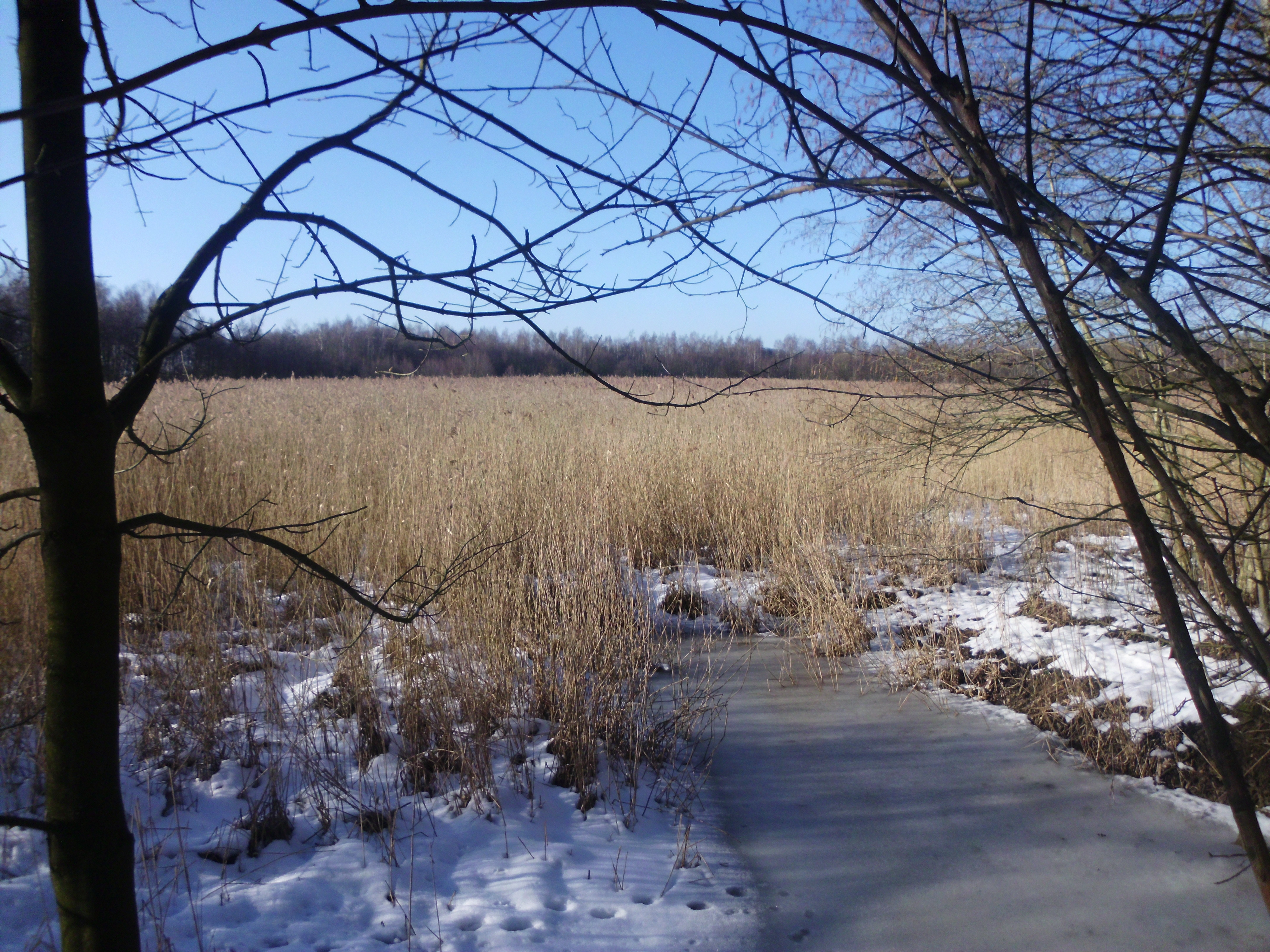
Trockengefallener Fortunateich bei Heißum

Nördlich des Mausebrunnens liegt das ehemalige Stillgewässer Fortunateich. Der Schlammteich diente während des Betriebs der Grube Fortuna bei Groß Döhren der Erzwäsche. Dabei wurden tonige und sandige Bestandteile, die im Eisenerz enthalten waren, von diesem getrennt und als Schlämme in den Teich geleitet. Dies geschah in den 1930er bis 1950er Jahren. Der Teich ist heute meist trockengefallen. Sein Becken ist mit Schilfvegetation bedeckt.

### Einwohnerentwicklung
| 2011                                                                                          | 328 |
| 2012                                                                                          | 319 |
| 2013                                                                                          | 314 |
| 2014                                                                                          | 310 |
| 2015                                                                                          | 306 |
| 2017                                                                                          | 301 |
| 2020                                                                                          | 305 |
| 2021                                                                                          | 301 |
| 2011–2015 und 2021 jeweils zum 31. Dezember des Jahres, 2016 und 2020 zum 30. Juni des Jahres |     |

## Politik

### Ortsrat
Der Ortsrat, der Heißum vertritt, setzt sich aus fünf Mitgliedern zusammen. Die Ratsmitglieder werden durch eine Kommunalwahl für jeweils fünf Jahre gewählt.
Bei der Kommunalwahl 2021 ergab sich folgende Sitzverteilung:
- Wählergemeinschaft Heißum: 5 Sitze

### Ortsbürgermeister
Ortsbürgermeisterin ist Claudia Moog (SPD).

### Wappen
Das Wappen zeigt rechts einen Bergmann in seiner Paradeuniform, die Hand auf einen Berghammer gestützt. Links steht ein Schäfer mit seinem Hirtenstab, wie er in früheren Zeiten in jedem Dorf zu finden war. Zwischen den beiden der Mäusebrunnen, die Quelle des kleinen Dorfbaches. Die Figur des Bergmanns erinnert an den Bergbau in den umliegenden Gruben Fortuna, Ida, Morgenstern und Georg Friedrich, der im 17. Jahrhundert aufgenommen wurde und bis in die 1960er Jahre betrieben wurde. Das Wappen in den heutigen Farben wurde 1998 eingeführt.

## Wirtschaft und Infrastruktur

### Verkehrsanbindung
Heißum liegt einer Kreisstraße, die das Dorf mit Othfresen im Norden sowie Dörnten im Süden verbindet.